# フランツ・コンラート・フォン・ヘッツェンドルフ
フランツ・コンラート・フォン・ヘッツェンドルフ（Franz Conrad von Hötzendorf, 1852年11月11日‐1925年8月25日）は、オーストリア＝ハンガリー帝国の軍人。第一次世界大戦勃発時に参謀総長を務めていた。彼自身の個人名は「フランツ」で、苗字は父方の姓「コンラート」とバイエルンに起源をもつ母方に由来する姓「フォン・ヘッツェンドルフ」から成る。

## 生涯

### 参謀総長まで

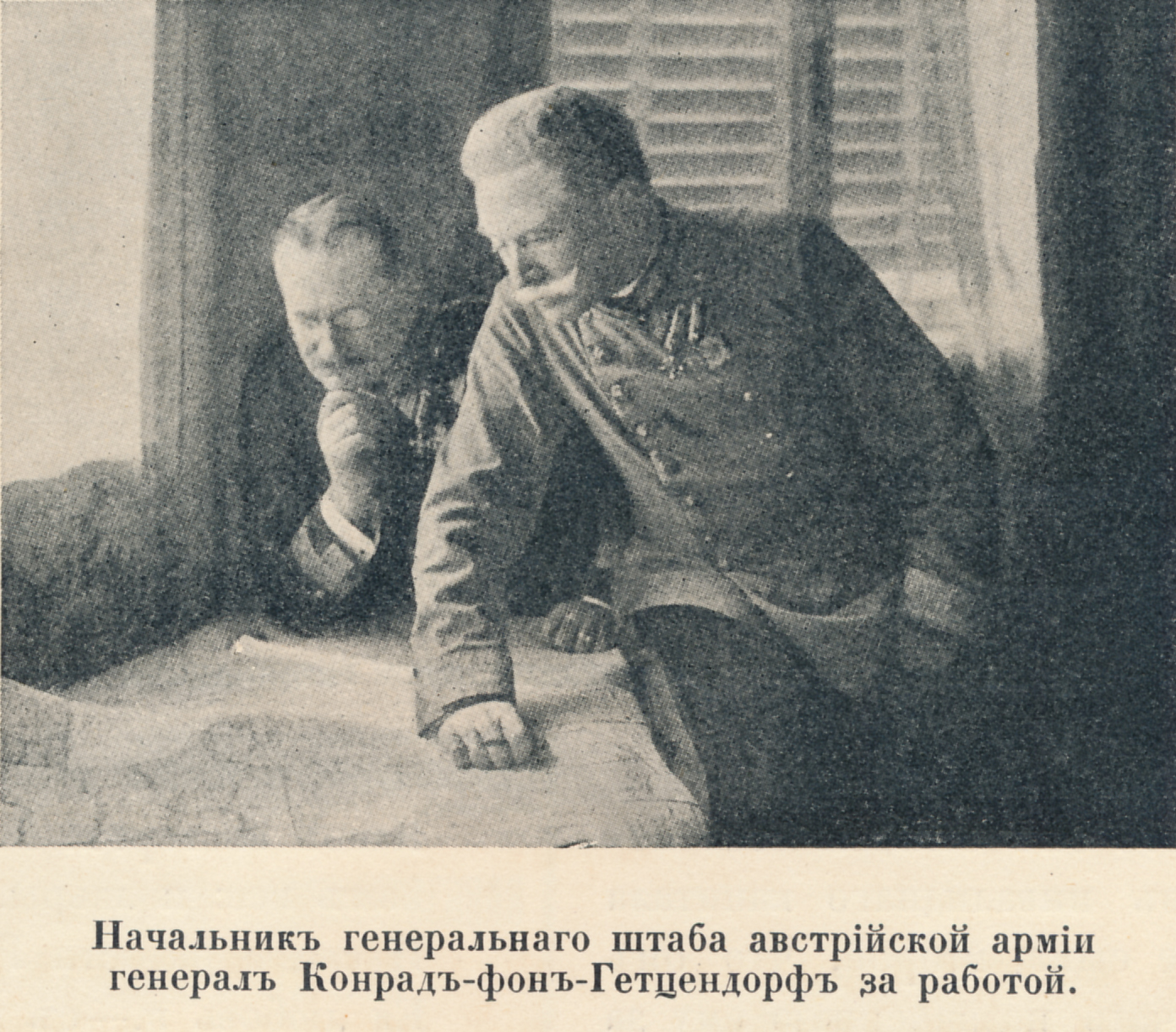
地図を睨むコンラート（右）と参謀（1914年8月1日付「L'Illustration」）

オーストリア軍人の家系に、ウィーン郊外で生まれる。曾祖父は1815年に世襲貴族となった。
1871年にテレジア士官学校を卒業して少尉に任官し、第11歩兵大隊に配属。1877年に陸軍大学を卒業し参謀本部に配属される。配属先の第4歩兵師団で1878年のボスニア・ヘルツェゴビナ占領や1882年の南ダルマチア反乱鎮圧に従軍。1888年から1892年まで、少佐として陸軍大学で戦術教官を務める。1895年‐1899年、クラカウの第1皇帝歩兵連隊長。1899年、少将に昇進しトリエステの第55歩兵旅団長。1903年、中将としてインスブルックの第8歩兵師団長。軍部内では作戦家かつ実戦的・近代的教育法で知られ、皇位継承者フランツ・フェルディナント大公の推薦により1906年に参謀総長に任命された。
軍人としてはきわめて政治的だった彼は、皇位継承者と同様に二重帝国内でのハンガリーの立場を弱めたいと考えていたが、多民族の帝国を安定させるには、アウスグライヒよりもむしろセルビアを自帝国に併合し、三重帝国としてハンガリーの比重を下げるのが良いと考えていた。またダーウィン主義者でもあり、戦争とは国家生存のために行うものであり、国家とは戦争し拡張するために存在すると捉えていた。1910年、男爵に叙される。
イタリアやセルビアに対する方針から外相アロイス・フォン・エーレンタール伯爵と対立して1911年に参謀総長を更迭されたが、1912年のバルカン戦争で緊迫する情勢を受けて皇位継承者フランツ・フェルディナント大公の推挙により復職した。

### 第一次世界大戦
1914年6月にサラエヴォ事件でそのフランツ・フェルディナント大公がセルビア人青年に暗殺されたとき、コンラートは上に述べた信念から、セルビアに対する予防戦争の主唱者となった。セルビアに対する宣戦布告ののち総攻撃を企図するが、ロシア帝国の介入で事態が第一次世界大戦に発展すると、バルカンでの攻勢をあきらめ、部隊の多くをロシアの攻撃に備えてガリツィア（現在のウクライナ南西部）に配置せざるを得なくなった。
開戦後、ロシア軍の攻勢でガリツィアの失陥を招いたが、その責任を問われることはなかった。1914年冬から1915年春まで、ガリツィア内に包囲されたプシェムィシル要塞を救援するために、真冬にカルパティア山脈で攻勢作戦を命じたが、天候不良、装備不良、地形不良、士気最低の損耗した軍隊は約80万人という大損害を出して、前進はたいしてできず、要塞を救援することは出来なかった。オーストリア＝ハンガリー軍は、この損害から立ち直ることが出来ず、ドイツ軍の支援に強く依存するようになったが、コンラートは、ドイツ軍参謀総長のファルケンハインとは、全く意見が合わなかった。ドイツ軍は、東部戦線に関しては統合司令部と司令官を置くべきだという主張であったが、コンラートは、そうなると事実上ドイツ軍の指揮下におかれることになるので絶対反対であった。1915年には、ドイツ軍とブルガリア軍の助けをかりてセルビア、モンテネグロ、ルーマニアを攻略し、イタリア戦線も安定させることが出来た。しかし開戦前の景気の良さとは反対に、ロシアの実力を過小評価したことから、オーストリアはむしろ戦争から早期離脱する恐れさえ出ていた。彼のオーストリア中心主義は、軍にいる多民族からなる兵士や銃後の国民には、まるで共感できるものではなかったためである。しかし、同盟国ドイツへの仁義から初期目的であるセルビアを打倒した後も、オーストリアはずるずると戦争を継続していくことになる。
戦前、コンラート自身が「我々は軍縮中だ」と冗談まじりに話していたオーストリア＝ハンガリー軍の実力はあまりに低く、対ロシア戦ではドイツの支援無しには戦えなかったが、ドイツ軍は開戦以降敗北を続けるオーストリア軍の実力を公然と見下し、重要な作戦をオーストリア側に伝えなかった。コンラートも仕返しに、作戦行動を直前までドイツ側に秘匿した。
形式上の総司令官フリードリヒ大公の下で実質的にオーストリア全軍を指揮していたコンラートは、1917年3月に新皇帝カール1世によりアルトゥール・フォン・シュトラウセンブルク（de:Arthur Arz von Straußenburg）に職を譲らされた。同年、元帥に昇進。その後はチロル地方でイタリア戦線を指揮したが、1918年に離職した。それと同時に伯爵に叙される。この年、オーストリア＝ハンガリー帝国は消滅した。
戦後はインスブルックに隠棲し、参謀総長時代の5巻本の回顧録を書いて最晩年に出版し、ドイツ南西部ヴュルテンベルク州の保養地バート・メルゲントハイムで死去した。